# CANT Z.506

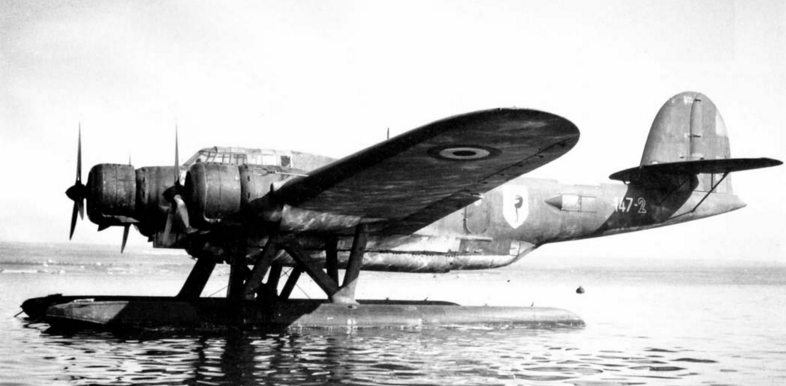
CANT Z.506 van de Regia Aeronautica

De CANT Z.506 Airone (reiger) was een Italiaans watervliegtuig van de vliegtuigbouwer CANT. De Z.506 werd ontwikkeld als burgertoestel. De militaire versie deed dienst in de Italiaanse luchtmacht (Regia Aeronautica) boven de Middellandse Zee tijdens de Tweede Wereldoorlog.
Het driemotorige toestel had een topsnelheid van 390 km/u.
De militaire versie was bewapend met twee mitrailleurs, een in een geschutskoepel bovenaan en een onderaan. Als bommenwerper kon het toestel een bommenlading van 1650 kg vervoeren. In die rol werd het gebruikt tegen Franse en Griekse doelen en tegen de Britse Middellandse Zeevloot. Het toestel voerde ook verkenningsvluchten en reddingsacties op zee uit. Een bekende verkenning werd uitgevoerd door de oorlogsheld Carmelo Raiti.